# NGC 5569
NGC 5569 is een balkspiraalstelsel in het sterrenbeeld Maagd. Het hemelobject ligt 65 miljoen lichtjaar van de Aarde verwijderd en werd op 26 april 1849 ontdekt door Johnstone Stoney, assistent van de Ierse astronoom William Parsons.

## Synoniemen
- UGC 9176
- MCG 1-37-3
- ZWG 47.13
- Arp 286
- PGC 51241